# Simone Delattre
Simone Delattre est une historienne française, spécialiste du XIXe siècle en France. 

## Apports
Son œuvre principale traite de l'histoire culturelle et sociale de Paris au cours du XIXe siècle dans sa thèse de doctorat, publiée ensuite en 2000, Les Douze Heures Noires (réédité en 2004) aux éditions Albin Michel.
Cet unique essai porte sur l'étude de l'évolution de la vie nocturne parisienne au fil des changements historiques, sociaux et urbains que connait la capitale au cours du siècle. Il met en avant les enjeux de modernité urbaine autour de la criminalité et les politiques hygiénistes de l'époque. Il est régulièrement cité par ses pairs (comme Nicole Gotteri, Gilles Malandin ou Jacques Rougerie), ce qui fait de ce travail une référence de l'histoire culturelle française ayant ouvert un nouveau champ d'étude sur la ville. Son ouvrage remporte le prix La Ville à lire de la revue Urbanisme en 2001.

## Vie privée
En 2012, elle épouse Alain Corbin. Elle enseigne dans les classes préparatoires aux grandes écoles, en particulier au lycée Fénelon à Paris depuis 2000.

## Publications

### Articles
- « Les noctambules parisiens : À la recherche de la vraie ville, de la Restauration à la monarchie de Juillet », Sociétés & Représentations, Éditions de la Sorbonne, vol. 1, no 4,‎ 1997, p. 77-104 (ISSN 1262-2966, DOI 10.3917/sr.004.0077)

### Ouvrages
- Les douze heures noires, la nuit à paris au xixe siècle, Albin Michel, 2004, 2e éd. (1re éd. 2000) (ISBN 978-2-22614-236-8)[1]